# Manlio Trucco
Manlio Trucco (Genova, 14 febbraio 1884 – Albisola Superiore, 15 novembre 1974) è stato un ceramista e pittore italiano.

## Biografia
Cresce a Belém, nello stato brasiliano del Pará, dove il padre dirige un'azienda per la produzione della gomma. Nel 1901 torna a Genova, dove frequenta l'Accademia ligustica di belle arti e studia sotto la direzione di Luigi De Servi. Dopo il matrimonio viaggia in Africa e a Città del Messico, dove ha modo di conoscere e studiare le ceramiche precolombiane degli Aztechi e dei Maya. Nel 1911 si sposta a New York e a Parigi, con i fratelli Gian Maria e Giuseppe Cominetti dove lavora come disegnatore presso l'atelier "Martine" di Paul Poiret, creando motivi per la stampa di seterie ed esponendo, nel frattempo, in diverse mostre collettive e personali. In questo periodo conosce Max Jacob, Amedeo Modigliani, Gino Severini ed Henri Matisse e apprende lo stile decò. 
Nel 1921 per motivi di salute torna in Italia, ad Albisola Capo, e inizia a lavorare presso la manifattura "La casa dell'arte" di proprietà di Angelo e Giulio Barile e di Giuseppe Agnino. Qui introduce per primo nei laboratori ceramici albisolesi i riflessi metallici al terzo fuoco. Tale lavorazione sarà oggetto di studio di molti altri artisti, tra cui Lucio Fontana.
Scaduto il suo contratto di lavoro, a luglio 1922 apre con Cornelio Geranzani la manifattura "La Fenice", dove collabora con diversi artisti tra cui Adelina Zandrino, Mario Labò, Francesco Messina e Arturo Martini. Con quest'ultimo avvia una proficua collaborazione e nel 1926 lo assume a lavorare nella sua fabbrica. Nel 1923 partecipa alla I Biennale di Arte Decorativa di Monza, nel 1924 alla mostra annuale della Società di Belle Arti e nel 1925 all'Expo di Parigi. 
Nei primi anni trenta, considerando la produzione per lui troppo commerciale, cede la fabbrica a Ernesto Daglio. Negli anni successivi continua a dedicarsi alla pittura e alla ceramica, nel 1933 e nel 1936 vince la medaglia d'oro alla triennale di Milano e nel 1937, dopo aver ottenuto una medaglia d'oro all'Expo di Parigi dove la "Fenice" presenta un'opera di Giuseppe Cesetti, apre la manifattura "Trucco Ceramiche d'Arte", continuando la sua attività. 

## Stile

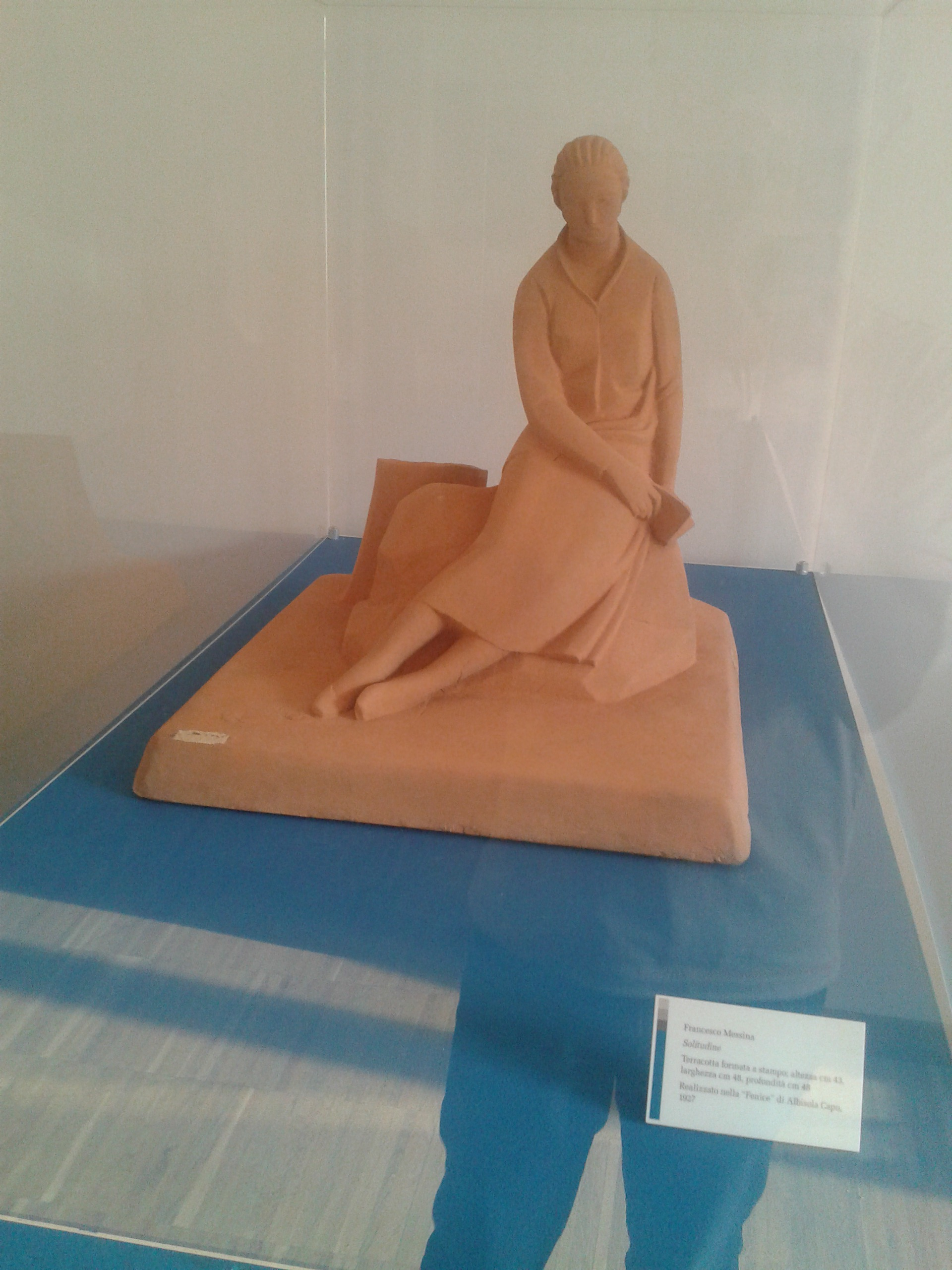
Solitudine (1930 ca.), calco di un originale in ceramica di Francesco Messina

Avendo risentito del clima dell'art decò durante gli anni vissuti a Parigi, al suo ritorno in Italia si dedica alla realizzazione di opere raffiguranti soggetti sacri e mitologici, pur mantenendo le tradizionali cromie blu su fondo bianco, tipiche dello stile "antico Savona", soprattutto nella creazione di grandi vasi decorativi e stagnoni in stile barocco. Durante il periodo passato con Gerenzani, si dedica alla realizzazione di oggetti ornamentali di uso comune (come servizi da tavola ed elementi di arredo) e negli anni successivi riprende i temi dell'art decò, affiancandoli a motivi della ceramica popolare e della tradizione artigiana, in modo particolare di quella russa e ungherese di inizio secolo. Alla biennale di Monza del 1923 espone opere a decori a rondini compenetrate, mentre a partire dalla fine degli anni venti i soggetti delle sue opere saranno palmette, simmetrie di motivi, fontane, figure femminili ed animali.

## Museo

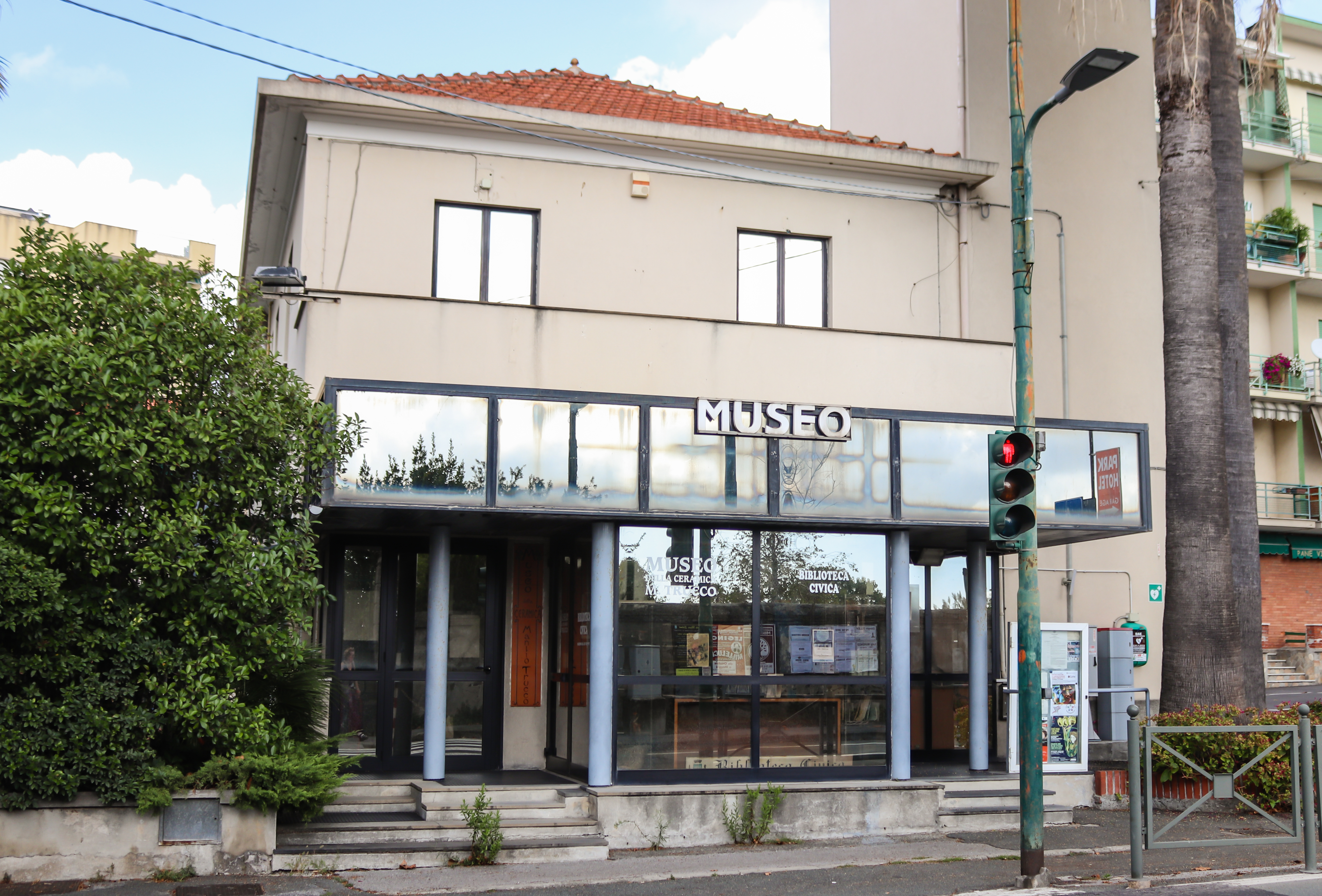
L'esterno del Museo Trucco

Trucco aveva aperto la manifattura "Trucco Ceramiche d'Arte" presso la sua abitazione sulla via Aurelia ad Albisola Capo. L'immobile, realizzato su due livelli e costruito nel 1936 su progetto dell'ingegner Fabris e dell'architetto Mario Labò, verrà donato dallo stesso Trucco al comune di Albisola, a condizione che venisse utilizzato come museo a disposizione degli artisti liguri. 
Il museo, censito nel catalogo generale dei beni culturali, viene inaugurato il 21 maggio 1989 e ospita molte opere della produzione ceramica ligure dal XV secolo in poi, oltre a una raccolta di maioliche concessa in comodato d'uso dall'Ospedale San Martino di Genova, comprendente numerose opere ceramiche da farmacia realizzate da artisti savonesi del XVII e XVIII secolo. Nel giardino del museo è esposta permanentemente l'opera Battaglia di Agenore Fabbri.
Dal 2009 nei locali del museo è ospitata anche la biblioteca civica.

## Principali esposizioni
- Cordelliana di Torino (medaglia d'oro, 1923)[10]
- I Biennale di Monza (1923)[3]
- Mostra annuale della Società di Belle Arti (1924)[18]
- Mostra nazionale di ceramica moderna di Pesaro (1924)[18]
- II Biennale di Monza (1925)[18]
- Expo di Parigi (1925)[9]
- Mostra dell'ENAPI di Firenze (medaglia d'argento, 1926)[18]
- III Biennale di Monza (1927)[19]
- Fiera internazionale di Tripoli (1927)[18]
- Esposizione Internazionale di Barcellona (medaglia d'oro, 1929)[18]
- Triennale di Milano (medaglia d'oro, 1933 e 1936)[10]